# Segunda Germanía

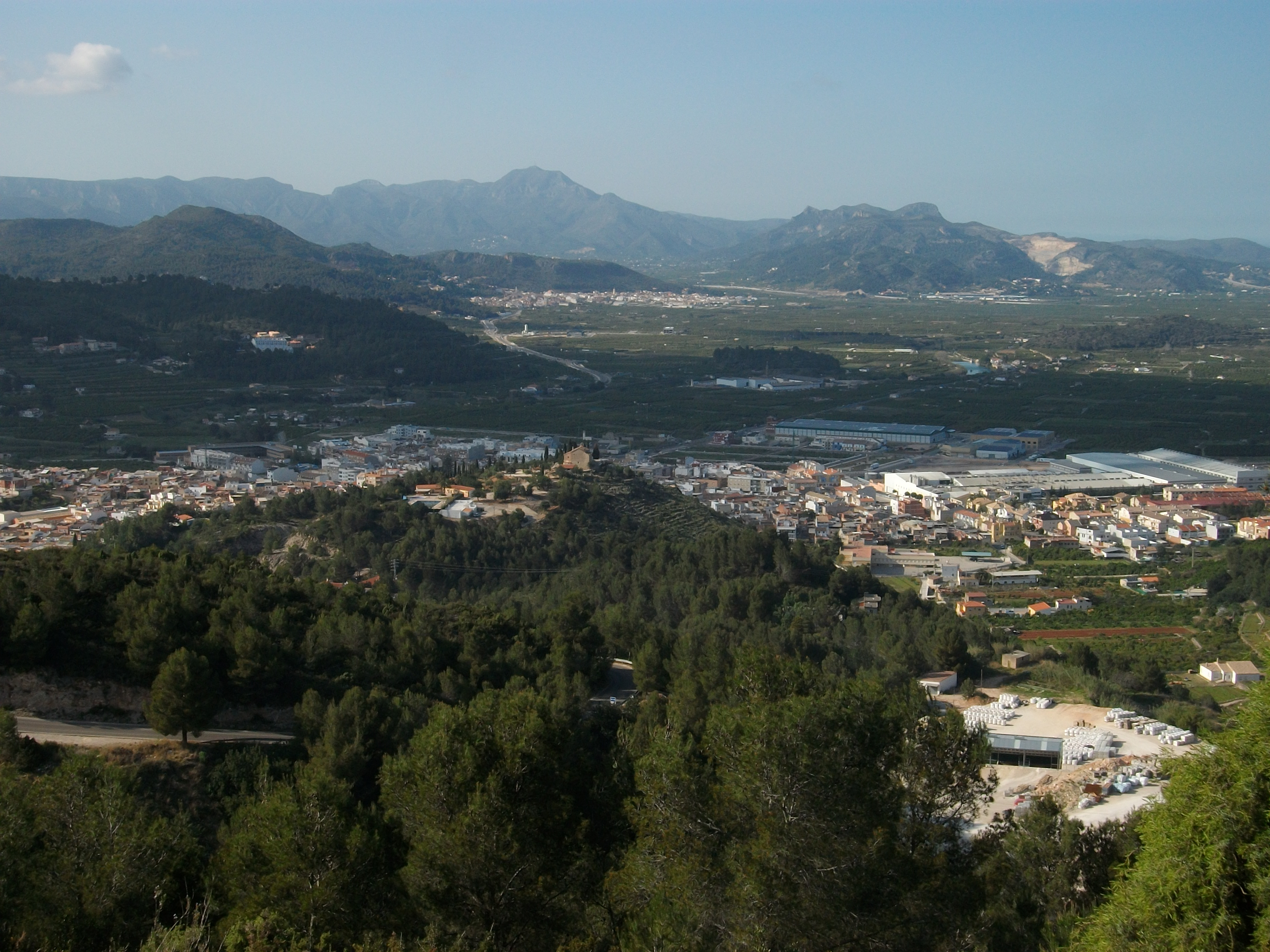
Vista de Vilallonga, en la comarca valenciana de La Safor, donde se inició la Segunda Germanía

La Segunda Germanía fue una revuelta campesina que tuvo lugar en julio de 1693 —en la última década del reinado de Carlos II de España— en las comarcas centrales del Reino de Valencia y que algunos historiadores relacionan con la insurrección austracista de los Maulets de 1705 en plena Guerra de Sucesión Española. Se denomina Segunda Germanía»"porque los rebeldes adoptaron el nombre de «agermanados» (agermanats) en recuerdo de las Germanías de Valencia de principios del siglo XVI, en tiempos de Carlos I.

## Antecedentes
La expulsión de los moriscos de 1609 dejó sin mano de obra servil a muchos señoríos del Reino de Valencia por lo que la nobleza tuvo que buscar nuevos pobladores para llenar ese vacío. En las cartas pueblas establecieron nuevas condiciones para los tenentes de las parcelas en general más duras que las que tenían los moriscos, ya que se estableció el pago de los censos en especie y no en metálico —para que la inflación no devaluara sus ingresos— que suponían la casi totalidad de la cosecha, ya que eran muy frecuentes las particiones al tercio, al cuarto o al quinto del total de la producción, además de que el campesino tenía que pagar el diezmo y el tercio-diezmo que en muchas ocasiones correspondía al propio señor. Asimismo en las cartas puebla se establecía que los cargos municipales serían nombrados y supervisados por los señores que tendrían además el poder jurisdiccional sobre sus vasallos.
A pesar de estas condiciones tan duras las parcelas fueron siendo ocupadas, aunque a lo largo del siglo XVII la tensión entre los señores y los nuevos pobladores fue en aumento especialmente a causa del endeudamiento de estos últimos con los primeros —las llamadas rosegas, las deudas atrasadas con los señores. Sin embargo, también a lo largo del siglo XVII fue apareciendo una clase de campesinos acomodados que adquiere la tierra de la nobleza a buen precio, especialmente los lotes abandonados por los fallidos repobladores. Eso es lo que explicaría que la mayor conflictividad en el campo valenciano se produjera en las últimas décadas del siglo XVII cuando empiezan a mejorar las condiciones de vida gracias a las mejores cosechas y a la reactivación de la economía en general, con el consiguiente aumento de la población, ya que muchos de los que encabezan las protestas son estos campesinos acomodados que quieren liberarse del yugo señorial.

## El preludio de la revuelta
Uno de los primeros motines campesinos lo protagonizaron los vasallos del Monasterio de Santa María de la Valldigna —en la comarca de La Safor—, en 1672, seguidos once años después por los vecinos de Pedreguer —en la comarca de Marina Alta— que reivindicaban la «franquicia» de su señor. En 1689 en Morvedre el notario Félix de Vilanova defendió que según los antiguos privilegios medievales los campesinos del lugar estaban exentos de pagar los derechos señoriales. Pero donde la conflictividad era más alta era en las comarcas antiguamente habitadas por los moriscos —La Marina, Comtat, La Safor, el Vall d'Albaida—, como lo prueban los numerosos pleitos judiciales que emprendieron sus habitantes contra sus señores. Precisamente el notario Félix de Vilanova, que había instigado la rebelión en el Camp de Morvedre, en los años siguientes se encuentra en La Marina donde vuelve a decirles a los campesinos «que él tenía o sabía de unos privilegios que los exemían [sic] de contribuir los derechos de los señores», propaganda antiseñorial que alertó al propio virrey de Valencia, así como al duque de Gandía y a otros señores valencianos que se quejaron al rey de las dificultades que encontraban para cobrar las rentas de sus campesinos.
El virrey fracasó en su intento de acabar con la protesta mediante el uso de la fuerza, por lo que convocó en Valencia a los representantes de los alrededor de treinta y cinco pueblos involucrados, integrados en unos quince señoríos, la mayoría de ellos de las comarcas de La Safor y de La Marina, aunque también de La Ribera y de otras comarcas vecinas. Como el 12 de febrero la junta arbitral de Valencia nombrada por el virrey no aceptó sus reivindicaciones, decidieron entonces enviar un memorial al rey Carlos II en el que afirmaban que las particiones impuestas por los señores en las nuevas cartas pueblas eran ilícitas ya que contravenían privilegios y exenciones establecidos en tiempos de la conquista por Jaime I, por lo que estaba justificado que no pagaran las rentas señoriales y su deseo de pasar a ser pueblos de realengo bajo la autoridad directa del rey.
El memorial fue presentado por Francesc García, campesino acomodado de Rafol de Almunia —uno de los líderes del movimiento junto con José Navarro, cirujano-barbero y propietario de tierras de Muro de Alcoy—, Feliu Rubio y Bartomeu Pelegrí, y en él se decía:

[Los señores] para llebar semejantes tributos y pechos, ni para su imposizión [sic], de ningún modo tienen ni pueden mostrar títulos ni conzesión de Vuestra Magestad... [Mientras que] los vasallos de aquel reino tienen y gozan todas sus tierras y heredades por justos y legítimos títulos confirmados y declarados por tales, por espeziales concesiones y privilegios de los señores reyes de Aragón don Jaime y don Pedro, su hijo, de los años de 1268, 1283 y 1363, en los quales no solamente se les declara por legítimas las posesiones y goze universal de todos los bienes, sino que se prohivió el que se les pudiese tributar ni pedir pecho alguno

En sus reivindicaciones los campesinos contaron con el apoyo de una «pequeña burguesía rural» formada por notarios, abogados y ricos propietarios, y también con los miembros del bajo clero, como párrocos y frailes.

## La revuelta
Cuando llegó la época de la cosecha el conflicto estalló. En mayo los vasallos del conde de Carlet, en la comarca de La Ribera del Xúquer, se negaron a pagar los censos por la cosecha de la hoja de morera y el virrey tuvo que enviar un escuadrón de cuarenta caballeros para sofocar a los rebeldes. El 27 de junio fueron doce campesinos de Rafol de Almunia los que declararon que no pagarían el censo al señor hasta que este «enseyara títol, causa o imposició de sa Real Magestat» ['no mostrara título, causa o concesión de su Real Majestad']. Su ejemplo se extendió a otras poblaciones vecinas.

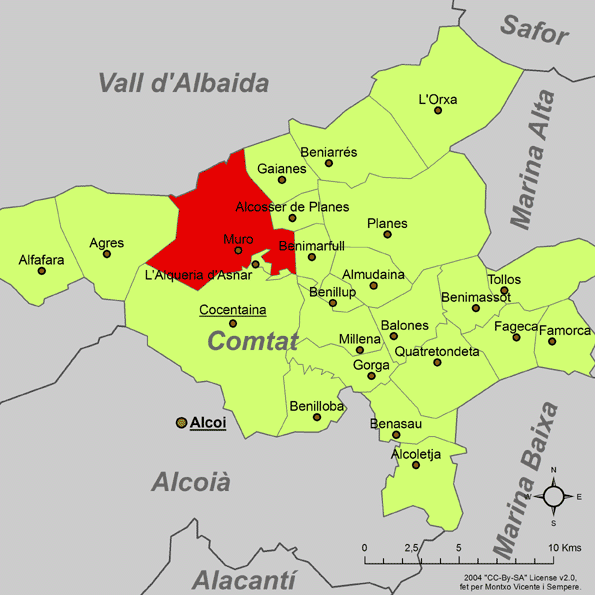
Mapa de la comarca del Condado de Cocentaina con la localización de Muro de Alcoy, donde se produjo la derrota de los agermanats

La chispa que encendió la rebelión fue la detención el 9 de julio de 1693 en la localidad de Villalonga de cuatro labradores que se negaron a entregar la parte de la cosecha que le correspondía al duque de Gandía como poseedor del dominio eminente de sus tierras. Rápidamente se formó un «ejército de agermanados», integrado por varios miles de campesinos de la comarca de La Safor y de las vecinas del Comtat y de La Marina, que se puso bajo la advocación de la Verge del Remei y de Sant Vicent Ferrer. Este ejército improvisado compuesto por unos 1500 hombres, mal armados y sin caballería ni artillería, se organizó en ocho batallones dirigidos por Josep Navarro, conocido como el «general de la Germandat del Regne» ['general de la Hermandad del Reino'].
El 10 de julio unos tres mil campesinos tomaban la ciudad de Gandía, acompañados de tambores y banderas, al grito de «¡Vivan los pobres!» y «Muera el mal gobierno», y liberaban a los cuatro detenidos de la cárcel ducal. A continuación los agermanats se dirigieron hacia el interior, primero en dirección a Carlet donde creían que Francesc Garcia guardaba los documentos que probaban que estaban exentos de pagar las cargas señoriales, y luego hacia la Vall d'Albaida al ver el camino de Valencia cortado por las fuerzas que había movilizado el gobernador de Xàtiva, Ventura Ferrer, por orden del virrey, el Marqués de Castel-Rodrigo: cuatrocientos hombres a caballo y dos piezas de artillería a los que se sumaron las milicias de Xàtiva, Algemesí y Carcaixent, lo que totalizaba unos mil quinientos hombres.
El choque se produjo finalmente el 15 de julio por la tarde en Setla de Nunyes, al lado de Muro de Alcoy, y acabó con la derrota y la desbandada general de los agermanats. Hubo doce muertos y otros tantos heridos, todos ellos del bando rebelde. En las semanas siguientes escuadrones de caballería recorrieron los pueblos conminando a sus habitantes a pagar los derechos señoriales, y el conato de insurrección que se produjo en el marquesado de Lombay cercano a la capital también fue aplastado.
Inmediatamente se desató una dura represión especialmente contra los líderes de la revuelta. Joan Navarro, el «general de la Germandat del Regne», fue ejecutado el 29 de febrero de 1694, y otros veinticinco campesinos fueron condenados a galeras, aunque el principal dirigente «político» de la revuelta, Francesc García, no pudo ser capturado.

## Valoración
Según el historiador Antoni Furió:

La protesta campesina reunía tanto a jornaleros miserables, exasperados por el hambre, como a labradores ricos, que se habían beneficiado del crecimiento económico y que consideraban ominosa y —cada vez más— ilegítima la dominación señorial. De hecho, la resistencia antifeudal estaba siendo organizada y dirigida por estos últimos, que la canalizaron a través de los tribunales de justicia, instruidos por los notarios, los abogados y los párrocos locales y confiados tanto en la razón de sus reivindicaciones como en la fuerza de los documentos escritos, donde supuestamente constaban los privilegios y libertades concedidos por los reyes medievales. Confianza que los hacía sentirse seguros del resultado de sus gestiones en Valencia o en Madrid, después de expuestas sus razones al virrey o al mismo rey. Fue la cruda constatación de que eso no era así y, sobre todo, la arbitrariedad de la detención de los huelguistas de Vilallonga lo que precipitó finalmente la revuelta, nacida como una gran explosión de cólera y desencanto, que desencadenó las iras campesinas y arrastró también a los más pobres y miserables. Como en otras tantas insurrecciones, anteriores y posteriores, la miseria y la prosperidad se cruzaban y coincidían en una misma protesta. Pero también, a pesar del fracaso inmediato de este acto de rebeldía instintiva, primitiva, el movimiento continuaba vivo, canalizado nuevamente ante los tribunales o desbordado de nuevo de forma violenta, dentro del marco de la Guerra de Sucesión.